# Margaret Field
Pour les articles homonymes, voir Field.

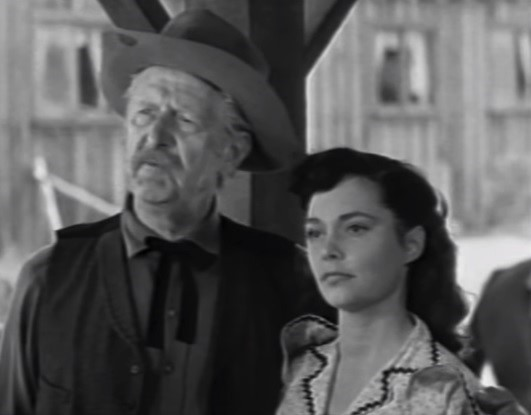
Avec Stanley Andrews, dans la série-western The Range Rider, épisode Convict at Large (1953)

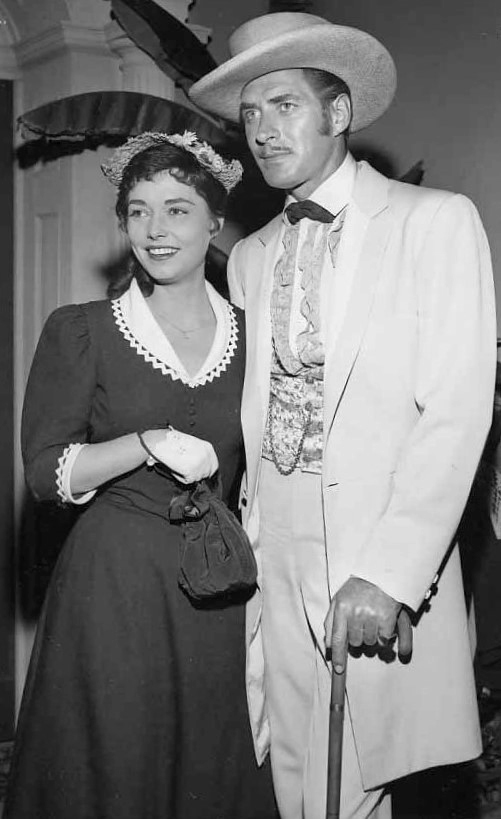
Avec Jock Mahoney, dans la série-western Yancy Derringer, épisode A Bullet for Bridget (1958, photo promotionnelle)

Margaret Morlan, née le 10 mai 1922 à Houston (Texas) et morte le 6 novembre 2011 à Malibu (Californie), est une actrice américaine, connue comme Margaret Field (ou Maggie Mahoney).

## Biographie
De son premier mariage (1942-1950) avec Richard Field lui vient son nom de scène de Margaret Field ; de cette union conclue par un divorce sont issus deux enfants, dont l'actrice Sally Field (née en 1946). De son second mariage (1952-1968) avec l'acteur Jock Mahoney (1919-1989), achevé aussi par un divorce, lui vient son autre nom de scène de Maggie Mahoney (à partir de 1956).
Au cinéma, elle contribue à quarante films américains, depuis un court métrage sorti en 1945 jusqu'à Desire in the Dust de William F. Claxton (1960, avec Raymond Burr et Martha Hyer).
Entretemps, mentionnons Retour sans espoir de John Farrow (1948, avec Alan Ladd et Donna Reed), le western L'Heure de la vengeance de Lesley Selander (1952, avec Richard Conte et Viveca Lindfors) et So This Is Love de Gordon Douglas (1953, avec Kathryn Grayson et Merv Griffin).
À la télévision américaine, elle apparaît dans cinquante séries — plusieurs de western — entre 1950 (The Lone Ranger, un épisode) et 1971. Citons également Perry Mason (1959-1960, deux épisodes), La Quatrième Dimension (1963, un épisode) et Opération vol (1968, un épisode).
S'ajoutent quatre téléfilms, le premier diffusé en 1955 ; le quatrième est The Stranger (en) de Lee H. Katzin (1973, avec Glenn Corbett et Cameron Mitchell), où elle tient à l'écran son ultime rôle, après lequel elle se retire.

## Filmographie partielle

### Cinéma
- 1946 : La Mélodie du bonheur (Blue Skies) de Stuart Heisler : une showgirl
- 1947 : Ils étaient quatre frères (Blaze of Noon) de John Farrow
- 1947 : Les Exploits de Pearl White (The Perils of Pauline) de George Marshall : Juliet
- 1948 : La Grande Horloge (The Big Clock) de John Farrow : la deuxième secrétaire
- 1948 : Retour sans espoir (Beyond Glory) de John Farrow : Cora
- 1948 : Les Yeux de la nuit (Night Has a Thousand Eyes) de John Farrow : Agnes
- 1949 : Ma bonne amie Irma (My Friend Irma) de George Marshall : Alice
- 1950 : La Rue de traverse (Paid in Full) de William Dieterle : la mère de Betsy
- 1950 : Jour de chance (Riding High) de Frank Capra : une servante
- 1952 : L'Heure de la vengeance (The Raiders) de Lesley Selander : Mary Morrell
- 1952 : The Story of Will Rogers de Michael Curtiz : Sally Rogers
- 1952 : Un amour désespéré (Carrie) de William Wyler : une serveuse
- 1953 : So This Is Love de Gordon Douglas : Edna Wallace
- 1960 : Desire in the Dust de William F. Claxton : Maude Wilson

### Télévision

#### Séries
- 1950 : The Lone Ranger, saison 1, épisode 19 La Folie de l'or (Greed of Gold) : Sally
- 1953 : Les Aventuriers du Far West (Death Valley Days), saison 1, épisode 12 Swamper Ike de Stuart E. McGowan : Laurie
- 1954 : Climax!, saison 1, épisode 7 An Error in Chemistry : M'liss
- 1958 : La Grande Caravane (Wagon Train), saison 1, épisode 35 The Rex Montana Story de Jesse Hibbs : Loetha
- 1959 : Les Incorruptibles (The Untouchables), saison 1, épisode 10 Le Scandaleux Verdict (The Dutch Schultz Story) de Jerry Hopper : Marsha Harper
- 1959-1960 : Perry Mason, saison 2, épisode 13 The Case of the Borrowed Brunette d'Arthur Marks (1959 : Eva Martell) et saison 4, épisode 9 The Case of the Nine Dolls de William F. Claxton (1960 : Linda Osborne)
- 1963 : La Quatrième Dimension (The Twilight Zone), saison 4, épisode 13 La Nouvelle Exposition (The New Exibit) de John Brahm : Emma Senescu
- 1966 : Bonanza, saison 7, épisode 15 Le Gars de Dublin (The Dublin Lad) de William F. Claxton : Molly MacGregor Demmer
- 1968 : Opération vol (It Takes a Thief), saison 2, épisode 6 Danger ! Radiations (The Packager) : Mlle Hilber
- 1968 : Auto-patrouille (Adam-12), saison 1, épisode 9 Log 101: The Stolen Law : Mme Milne
- 1968 : Sur la piste du crime (The F.B.I.), saison 4, épisode 14 The Widow de Don Medford : Celeste Abrams

#### Téléfilms
- 1958 : Cool and Lam de Jacques Tourneur : Marion Dunton
- 1961 : Las Vegas Beat de Bernard L. Kowalski : Helen Leopold
- 1973 : The Stranger de Lee H. Katzin : une infirmière